# Agapanthia asphodeli
Agapanthia asphodeli es una especie de escarabajo del género Agapanthia, familia Cerambycidae. Fue descrita científicamente por Latreille en 1804.
Habita en Albania, Argelia, Bosnia y Herzegovina, Córcega, Crimea, Croacia, España, Francia, Grecia, Italia, Macedonia, Malta, Marruecos, Portugal, Rumania, Rusia, Cerdeña, Sicilia, Suiza, Túnez, Turquía y Ucrania. Esta especie mide aproximadamente 13-23 mm y su período de vuelo ocurre en los meses de abril, mayo, junio y julio.